# Velika nagrada Španije 1967
Velika nagrada Španije 1967 je bila šesta in zadnja neprvenstvena dirka Formule 1 v sezoni 1967. Odvijala se je novembra 1967 na dirkališču Circuito Permanente Del Jarama.

## Dirka
| Poz | Dirkač               | Konstruktor   | Krogi | Čas/Odstop |
| --- | -------------------- | ------------- | ----- | ---------- |
| 1   | Jim Clark            | Lotus-Ford    | 60    | 1:31:10.4  |
| 2   | Graham Hill          | Lotus-Ford    | 60    | + 15.2 s   |
| 3   | Jack Brabham         | Brabham-Repco | 60    |            |
| 4   | Johnny Servoz-Gavin  | Matra-Ford    | 59    | + 1 krog   |
| 5   | Jo Schlesser         | Matra-Ford    | 59    | + 1 krog   |
| 6   | Jacky Ickx           | Matra-Ford    | 59    | + 1 krog   |
| 7   | Henri Pescarolo      | Matra-Ford    | 58    | + 2 kroga  |
| 8   | Bob Anderson         | Lola-Ford     | 58    | + 2 kroga  |
| 9   | Andrea de Adamich    | Ferrari       | 58    | + 2 kroga  |
| 10  | Jean-Pierre Beltoise | Matra-Ford    | 58    | + 2 kroga  |
| 11  | Alan Rees            | Brabham-Ford  | 57    | + 3 krogi  |
| 12  | Chris Lambert        | Brabham-Ford  | 57    | + 3 krogi  |
| Ods | Jo Siffert           | Lola-BMW      | 45    | Motor      |
| Ods | Jackie Stewart       | Matra-Ford    | 42    | Trčenje    |
| Ods | Hubert Hahne         | Lola-BMW      | 33    | Motor      |
| Ods | Alan Rollinson       | McLaren-Ford  | 7     | Zavore     |
| Ods | Robert Lamplough     | Brabham-Ford  | 1     | Menjalnik  |